# Liste von Bismarckstraßen
Die Liste von Bismarckstraßen bzw. Otto-von-Bismarck-Straßen enthält zahlreiche nach dem deutschen Reichskanzler Otto von Bismarck (1815–1898) benannte Straßen nebst weiteren Angaben. Sie ist nicht vollständig.

## Nach Bismarck benannte Straßen
| Artikel                                     | Ort                     | Jahr der Benennung | Besonderheiten |
| ------------------------------------------- | ----------------------- | ------------------ | --- |
| Bismarckstraße                              | Aachen                  |                    | |
| Bismarckallee                               | Ahrensburg              |                    | |
| Bismarckstraße                              | Alfeld (Leine)          |                    | |
| Bismarckstraße                              | Bad Berleburg           | 1905               | Die Straße führt in östlicher Richtung direkt zur Bismarcksäule (Bad Berleburg). |
| Bismarckstraße                              | Bad Harzburg            |                    | Verläuft von der Herzog-Wilhelm-Straße zur Goslarschen Straße. |
| Bismarckstraße                              | Bad Hersfeld            |                    | Auf einem Teilstück verläuft die Bundesstraße 324. |
| Bismarckstraße                              | Bad Honnef              |                    | Ehemaliges Schulhaus, Bismarckstraße 47 |
| Bismarckstraße (Bad Kissingen)              | Bad Kissingen           |                    | Fürstenhof (Bad Kissingen), Bismarckstraße 6 |
| Bismarckstraße                              | Bad Oeynhausen          |                    | Amtsgericht Bad Oeynhausen, Bismarckstraße 12 |
| Bismarckstraße                              | Bad Sachsa              |                    | Verläuft als Hauptstraße vom Rathaus durch das Uffetal bis zur Stadtgrenze hinter dem Schmelzteich |
| Bismarckstraße                              | Bad Schwartau           |                    | Verbindet Nikolausstraße mit Roonstraße |
| Bismarckallee                               | Bad Segeberg            |                    | Verbindet Eutiner Straße mit dem Erhard-Saager Weg, Bismarckstr 8–12 Ärztekammer SH |
| Bismarckstraße                              | Baunatal                |                    | |
| Bismarckstraße                              | Bebra                   |                    | |
| Bismarckweg                                 | Berg (Starnberger See)  |                    | |
| Bismarckstraße (Berlin-Charlottenburg)      | Berlin-Charlottenburg   | 1867, 11. März     | U-Bahnhof Bismarckstraße, Deutsche Oper Berlin, Bismarckstraße 34–37 |
| Bismarckallee (Berlin-Grunewald)            | Berlin-Grunewald        | 1898               | |
| Bismarckstraße (Berlin-Spandau)             | Berlin-Spandau          | 1901               | Kant-Gymnasium (Berlin) |
| Bismarckstraße (Berlin-Steglitz)            | Berlin-Steglitz         | 1896               | Hauptstraße im Bismarckviertel Steglitz, 15 Nebenstraßen wurden mit Bezug zu Otto von Bismarck benannt |
| Otto-von-Bismarck-Allee (Berlin-Tiergarten) | Berlin-Tiergarten       | 1998               | zwischen Bundeskanzleramt und Paul-Löbe-Haus |
| Bismarckstraße (Berlin-Wannsee)             | Berlin-Wannsee          | 1904               | |
| Bismarckring                                | Biberach an der Riß     |                    | Auf dem östlichen Teil der Straße verläuft die Bundesstraße 465. |
| Bismarckallee                               | Bonn                    |                    | in Rüngsdorf |
| Bismarckstraße                              | Braunschweig            |                    | |
| Bismarckstraße (Bremen)                     | Bremen                  | 1872               | Hauptverkehrsstraße in der Östlichen Vorstadt |
| Bismarckstraße                              | Büsum                   |                    | |
| Bismarckstraße (Dresden)                    | Dresden                 | 1897               | zwischenzeitliche Umbenennung von 1945 bis 1993: Edgar-Andre-Straße |
| Bismarckstraße (Düren)                      | Düren                   | 1895, 21. März     | Bismarck-Denkmal (Düren) |
| Bismarckstraße                              | Düsseldorf              | um 1875            | Verläuft heute von der Oststraße zum Konrad-Adenauer-Platz. Die Pfarrscheidstraße (vormaliger Name) führte zunächst vom Königsplatz (heute Martin-Luther-Platz) bis zur Oststraße. 1877 erfolgt die Weiterführung zwischen Oststraße und Charlottenstraße und 1884 von der Charlottenstraße bis zum Wilhelmplatz (heute Konrad-Adenauer-Platz). Seit 1875 heißt sie zum Gedenken an den Kanzler Bismarckstraße. |
| Bismarckweg                                 | Düsseldorf              |                    | Weg im Wildpark im Grafenberger Wald |
| Bismarckstraße                              | Duisburg                | 1894, 3. April     | |
| Bismarckstraße                              | Eckernförde             |                    | Von der Domstag geht es in die Bismarckstraße, abgehende Straßen in der Bismarckstraße sind die Scharnhorststraße, Johannes-Hensen-Platz und die Gneisenaustraße am Ende ist sie eine Sackgasse |
| Bismarckstraße                              | Edingen-Neckarhausen    |                    | |
| Bismarckstraße                              | Einbeck-Kreiensen       |                    | |
| Bismarckstraße                              | Elberfeld               |                    | Villa Springorum, Bismarckstraße 90 |
| Bismarckstraße                              | Elmshorn                |                    | Bismarckschule, Bismarckstraße 2, Amtsgericht Elmshorn, Bismarckstraße 8 |
| Bismarckstraße                              | Ennepetal               |                    | Rathaus Ennepetal, Bismarckstraße 21 |
| Bismarckstraße                              | Eschwege                |                    | |
| Bismarckstraße                              | Eutin                   |                    | Von der Plumpstraße geht es in die Bismarckstraße abgehende Straßen in der Bismarckstraße ist der Holstenweg die Himmelsleiter, Wilhelmstraße und der Langer Königsberg am Ende ist es eine Sackgasse. |
| Bismarckstraße (Flensburg)                  | Flensburg               | 1907, 26. April    | Hauptverkehrsstraße, die vom Hafermarkt durch den Stadtteil Jürgensby Richtung Mürwik verläuft; Fortsetzung Mürwiker Straße |
| Bismarckweg                                 | Freudenberg             |                    | |
| Bismarckstraße (Fürth)                      | Fürth                   | 1907               | |
| Bismarckstraße (Gelsenkirchen)              | Gelsenkirchen-Bismarck  |                    | Auf einem Teilstück verläuft die Bundesstraße 227. |
| Bismarckstraße                              | Göttingen               |                    | Im Ostviertel, benannt 1915. |
| Bismarckstraße                              | Gütersloh               |                    | |
| Bismarckstraße                              | Hanerau-Hademarschen    |                    | Verbindet die Theodor-Storm-Straße mit der Kaiserstraße |
| Bismarckstraße                              | Heddesheim              |                    | |
| Bismarckstraße                              | Heidelberg              |                    | westliche Begrenzung des Bismarckplatzes |
| Bismarckstraße (Hannover)                   | Hannover                | 1924               | Akademiegebäude Bismarckstraße, Bahnhof Hannover Bismarckstraße |
| Bismarckstraße (Hamburg)                    | Hamburg                 |                    | Generalsviertel |
| Bismarckstraße (Heilbronn)                  | Heilbronn               |                    | Villa Emil Teuffel (Nr. 48), Villa Frau Alfred Knorr (Nr. 50), Villa Nr. 54, Häuser Nr. 61 und Nr. 67 |
| Bismarckstraße                              | Hildesheim              |                    | |
| Bismarckstraße                              | Hungen                  |                    | |
| Bismarckstraße                              | Husum                   |                    | Verbindet Beselerstraße mit Friedrichstraße |
| Bismarckweg                                 | Ibbenbüren              |                    | |
| Bismarckstraße                              | Itzehoe                 |                    | Verbindet Liethberg mit Brückenstraße |
| Bismarckstraße                              | Kaarst                  |                    | |
| Bismarckstraße (Karlsruhe)                  | Karlsruhe               |                    | Haus Solms, Bismarckstraße 24 |
| Bismarckstraße                              | Kassel                  |                    | Querstraße der Friedrich-Ebert-Straße (Kassel) |
| Bismarckallee                               | Kiel                    |                    | |
| Otto-von-Bismarck-Straße (Klötze)           | Klötze                  |                    | |
| Bismarckstraße                              | Köln                    |                    | |
| Otto-von-Bismarck-Weg                       | Kramerhof bei Stralsund |                    | |
| Bismarckstraße                              | Lamspringe              |                    | |
| Bismarckstraße                              | Leipzig                 |                    | |
| Bismarckstraße                              | Leverkusen              |                    | Fußballstadion BayArena |
| Bismarckstraße                              | Lindenberg im Allgäu    |                    | |
| Bismarckstraße                              | Linz / Donau            |                    | in Österreich, vormals Lustenauergasse und Lustenauerstraße |
| Bismarckstraße (Ludwigshafen am Rhein)      | Ludwigshafen am Rhein   |                    | |
| Bismarckstraße                              | Lübeck                  |                    | Verbindet Hüxtertorallee mit Klosterstraße |
| Bismarckstraße                              | Lünen                   |                    | |
| Bismarckstraße                              | Malente                 |                    | Verbindet Ringstraße mit Lindenallee |
| Bismarckstraße                              | Mannheim                |                    | Amtsgericht Mannheim |
| Bismarckstraße                              | Mettmann                |                    | |
| Bismarckweg                                 | Miltenberg              |                    | |
| Bismarckstraße                              | Minden                  | 1906               | |
| Bismarckstraße                              | Mölln                   |                    | Verbindet Gudower Weg mit Wasserkrüger Weg |
| Bismarckweg                                 | Mosbach                 |                    | |
| Bismarckstraße                              | München                 | 1894               | |
| Bismarckstraße                              | Neumünster              |                    | Verbindet die Kieler Str. mit der Christianstraße |
| Bismarckring                                | Ulm                     |                    | Auf der Straße verlaufen die B 10 und die B 28. |
| Bismarckstraße                              | Oldenburg               |                    | |
| Bismarckstraße                              | Osnabrück               |                    | |
| Bismarckstraße                              | Pinneberg               |                    | Verbindet Friedrich-Ebert-Straße mit Dingstätte |
| Bismarckstraße                              | Ratzeburg               |                    | Verbindet Ziethener Str. mit der Jägerstraße |
| Bismarckstraße                              | Rendsburg               |                    | Verbindet die Kieler Str. mit dem Röhlingsweg |
| Bismarckstraße                              | Reutlingen              |                    | Landratsamt Reutlingen, Bismarckstraße 47 |
| Bismarckstraße                              | Rosenheim               |                    | |
| Bismarckstraße (Saarbrücken)                | Saarbrücken             |                    | Hochschule für Musik Saar, Bismarckstraße 1 |
| Bismarckweg                                 | Sankt Goar              |                    | |
| Bismarckstraße                              | Schleswig               |                    | |
| Bismarckstraße                              | Schöneiche bei Berlin   |                    | |
| Bismarckstraße                              | Schwarzenbek            |                    | Verbindet Körnerplatz, am Ende geht die Blinde Koppel ab und ganz am Ende eine Sackgasse. Bismarckstraße 9 befindet sich das Deutsche Rote Kreuz |
| Bismarckstraße                              | Schwetzingen            |                    | Die Einbahnstraße verbindet Friedrichstraße und Bahnhofsanlage |
| Bismarckstraße                              | Selm                    |                    | |
| Bismarckstraße                              | Sörup                   |                    | Verbindet Bahnhofstraße mit der Tarper Straße |
| Bismarckstraße (Stuttgart)                  | Stuttgart               | 1884               | Sie beginnt am Bismarckplatz im Stuttgarter Westen, dort liegt die neuromanische Kirche St. Elisabeth. |
| Bismarckstraße                              | Trebbin                 |                    | |
| Bismarckstraße (Vlotho)                     | Vlotho                  | 1895               | früherer Name: Lagerhaus-Straße |
| Bismarckstraße                              | Viersen                 |                    | Die Bismarckstraße endet im „Hohen Busch“, ein angrenzender Wald, mit dem Bismarckturm auf der höchsten Stelle |
| Bismarckring                                | Walsrode                |                    | |
| Bismarckgasse                               | Weiz                    |                    | in Österreich |
| Bismarckstraße                              | Westerland (Sylt)       |                    | |
| Bismarckstraße                              | Wetter (Ruhr)           |                    | Lutherkirche (Wetter), Bismarckstraße 46 |
| Bismarckring                                | Wiesbaden               |                    | Auf der Straße verläuft die Bundesstraße 54. |
| Bismarckstraße (Würzburg)                   | Würzburg                | 1915               | Die Straße führt am Posthochhaus vorbei zum Bahnhofsplatz vor dem Hauptbahnhof. |
| Bismarckstraße                              | Zwickau                 | 1878               | 1945: Umbenennung in Bebelstraße, seit 1946: August-Bebel-Straße |
| Bismarckstraße                              | Zwickau (Bockwa)        | 1933               | vorher August-Bebel-Straße, Name bestand bis 1944, nach drei Namenswechseln seit 1946 Adam-Ries-Straße |